# Daniel Barón
Daniel Barón Rodríguez (Madrid, 1 de octubre de 2002) es un deportista español que compite en ciclismo en la modalidad de trials. Su hermana Vera compite en el mismo deporte.
Ganó cuatro medallas de oro en el Campeonato Mundial de Ciclismo Urbano, en los años 2019 y 2023, y una medalla de plata en el Campeonato Europeo de Trials de 2023.

## Palmarés internacional
| Campeonato Mundial | Campeonato Mundial    | Campeonato Mundial | Campeonato Mundial |
| Año                | Lugar                 | Medalla            | Competición        |
| ------------------ | --------------------- | ------------------ | ------------------ |
| 2019               | Chengdu (China)       | Medalla de oro     | Equipo mixto       |
| 2022               | Abu Dabi (EAU)        | Medalla de oro     | Equipo mixto       |
| 2022               | Abu Dabi (EAU)        | Medalla de plata   | Trials 26″         |
| 2023               | Glasgow (Reino Unido) | Medalla de oro     | Equipo mixto       |
| Campeonato Europeo |                       |                    |                    |
| Año                | Lugar                 | Medalla            | Competición        |
| 2023               | Poprad (Eslovaquia)   | Medalla de plata   | Trials 26″         |